# Holoprystaňský rajón
Holoprystaňský rajón (ukrajinsky Голопристанський район) byl rajón v Chersonské oblasti na Ukrajině. Hlavním městem byla Hola Prystaň a rajón měl přibližně 45 tisíc obyvatel. 

## Sídla v rajónu
- Hola Prystaň